# Karolina Florczak
Karolina Florczak, z d. Michalkiewicz (ur. 3 września 1988) – polska siatkarka grająca na pozycji przyjmującej. W sezonie 2012/2013 zawodniczka Jedynki Aleksandrów Łódzki.
Podczas pobytu w UKS 179 Łódź grała w siatkówkę plażową w parze z Karoliną Sowałą. W 2005 roku wzięły udział w Mistrzostwach Europy
U-18 na Ukrainie, gdzie zostały sklasyfikowane na pozycjach 9-13. W tym samym roku uczestniczyły w Mistrzostwach Polski juniorek i zostały wicemistrzyniami. W tym samym roku uczestniczyła w Mistrzostwach Świata U-23 w Rio de Janeiro w parze z Aleksandrą Theis, z którą została sklasyfikowana na pozycjach 5-8.  Później zajęły 5. miejsce na mistrzostwach świata U-21, które odbyły się Na Burmudach w parze z Karoliną Sowałą, z którą odnosiła znaczne sukcesy zdobywając Mistrzostwo Polski kadetek i Juniorek (2006r)
W sezonie 2006/2007 występowała na parkietach Ligi Siatkówki Kobiet w barwach Farmutilu Piła

## Kluby
| Klub                       | Lata gry    |
| -------------------------- | ----------- |
| UKS 179 Łódź               | wychowanka  |
| Farmutil Piła              | 2007 - 2008 |
| Jedynka Aleksandrów Łódzki | 2007 − 2013 |
| TJ Ostrava                 | 2013 − 2014 |
| AZS Politechnika Opolska   | 2014 −      |

## Sukcesy
- 2011 - awans do I ligi z Jedynką Aleksandrów Łódzki
- 5. miejsce na mistrzostwach świata U-21 w piłce plażowej w parze z Karoliną Sowałą
- 2005 -  wicemistrzostwo Polski juniorek w piłce plażowej w parze z Karoliną Sowałą
- Mistrzostwo Polski Juniorek 2006 w parze z Karoliną Sowałą
- Mistrzostwo Polski Kadetek 2006 w parze z Karoliną Sowałą